# Hera Barberini
L'Hera Barberini o Juno Barberini és un tipus d'escultura romana d'Hera o Juno en la que la deessa apareix de peu, portant una corona i el pèplum -que se'l pega al cos per mostrar la forma del seu cos sota i apareix caigut de l'espatlla esquerra, revelant quasi el seu pit- duu un ceptre a la seva mà dreta i una pàtera -plat per beure- a l'esquerra.
Rep aquest nom pel propietari del seu arquetip, el cardenal Francesco Barberini. El mencionat arquetip és una còpia romana d'un original grec, possiblement d'Alcàmenes d'Atenes, i actualment s'exhibeix al Museu Pío-Clementino (Museus Vaticans).